# Pseudocarpidium
Pseudocarpidium  é um gênero botânico da família Lamiaceae

## Espécies
| - Pseudocarpidium avicennioides - Pseudocarpidium domingense - Pseudocarpidium ilicifolium - Pseudocarpidium multidens - Pseudocarpidium neglecta | - Pseudocarpidium pungens - Pseudocarpidium rigens - Pseudocarpidium shaferi - Pseudocarpidium wrightii |